# Lucija Tarkuš
Lucija Tarkuš (11 de noviembre de 2003) es una deportista eslovena que compite en escalada. En los Juegos Europeos de Cracovia 2023 consiguió una medalla de bronce en la prueba de bloques.

## Palmarés internacional
| Juegos Europeos | Juegos Europeos  | Juegos Europeos   | Juegos Europeos |
| Año             | Lugar            | Medalla           | Prueba          |
| --------------- | ---------------- | ----------------- | --------------- |
| 2023            | Tarnów (Polonia) | Medalla de bronce | Bloques         |